# Brinklosta
Brinklosta (Bromus commutatus) är ett ettårigt gräs i lostesläktet som blir cirka en halvmeter högt.